# Frilinghoven
Frilinghoven ist ein Ortsteil der Gemeinde Waldfeucht im nordrhein-westfälischen Kreis Heinsberg. Am Nordrand der Ortschaft entspringt der Frilinghovener Bach.

## Geschichte
1147 wird Frilinghoven als Vrilenhove zusammen mit Brüggelchen erstmals urkundlich erwähnt. 1277 ist der Name Vrilinchovin belegt. Der Name kann als „Hof des Frilo“ oder „Hof eines Friling (= Freien)“ gedeutet werden. 1797 gehört Frilinghoven zur Mairie Waldfeucht im Kanton Heinsberg im Département de la Roer.

## Verkehr
Die nächste Anschlussstelle ist Heinsberg auf der A 46.
Die nächstgelegene Bushaltestelle Waldfeucht Einkaufszentrum liegt rund 300 Meter vom Ortskern entfernt und wird wochentags von den AVV-Buslinien 436, 474 und 475 der WestVerkehr bedient.
Zudem verkehrt der Multi-Bus seit dem 9. Juni 2024 kreisweit erweitert und zu einheitlichen Bedienzeiten. Mehr Informationen gibt es bei WestVerkehr.
| Linie | Linienverlauf |
| ----- | --- |
| 436   | Heinsberg Busbf – Selsten – (Hontem – (Waldfeucht –) Bocket –) Abzw. Nachbarheid – Breberen – Saeffelen – Heilder – Höngen (→ Stein → Havert → Schalbruch → Isenbruch → Millen → Tüddern)                                                                                                   |
| 474   | Heinsberg Busbf – (Aphoven – Laffeld –) Selsten – (Braunsrath – Löcken – Schöndorf – Obspringen – Brüggelchen) / Hontem – Waldfeucht – Bocket – Saeffelen / Abzw. Nachbarheid ← Breberen – (Harzelt ← Langbroich ←) (Kievelberg – Hastenrath) / (Brüxgen – Schümm) / Vinteln – Gangelt      |
| 475   | (Oberbruch – Unterbruch) / Heinsberg Agentur für Arbeit – Heinsberg Busbf – Lieck –Kirchhoven – Vinn – Haaren – Obspringen – Brüggelchen – Waldfeucht – Bocket – Abzw. Nachbarheid – Breberen – Saeffelen – Heilder – Höngen – (Stein – Havert – Schalbruch – Isenbruch – Millen –) Tüddern |